# Haralson megye
Haralson megye az Amerikai Egyesült Államokban, azon belül Georgia államban található. Megyeszékhelye Buchanan, legnagyobb városa Bremen. Lakosainak száma 29 919 fő (2020. április 1.). Haralson megye Polk, Paulding, Carroll és Cleburne megyékkel határos.

## Népesség
A megye népességének változása:
| Lakosok száma | 28 781 | 28 533 | 28 388 | 28 495 | 28 854 | 29 919 |
|               | 2010   | 2011   | 2012   | 2013   | 2015   | 2020   |